# Stigmatogobius
Stigmatogobius és un gènere de peixos de la família dels gòbids i de l'ordre dels perciformes.

## Taxonomia
- Stigmatogobius borneensis  (Bleeker, 1851)[2]
- Stigmatogobius elegans  (Larson, 2005)
- Stigmatogobius minima  (Hora, 1923)[3]
- Stigmatogobius pleurostigma  (Bleeker, 1849)[4]
- Stigmatogobius sadanundio  (Hamilton, 1822)[5]
- Stigmatogobius sella  (Steindachner, 1881)[6]
- Stigmatogobius signifer  (Larson, 2005)[7][8][9][10][11][12][13]